# ベラ亜目
ベラ亜目（Labroidei）は、条鰭綱に所属するスズキ目の下位分類群の一つ。6科235属2,274種で構成され、シクリッド・スズメダイ・クマノミ・ベラ・ブダイなど熱帯魚・観賞魚として知られる魚類が多数所属する。

## 概要
ベラ亜目の仲間は全世界の熱帯から温帯に広く分布し、主に淡水域で生活するシクリッド科と、サンゴ礁など沿岸の浅い海で暮らす他の5科に分けられる。2006年現在で2,200種を超える魚類が含まれ、スズキ目の中ではスズキ亜目に次いで大きなグループとなっている。
シクリッド科にはベラ亜目の半数以上にあたる約1,300種が所属し、未記載種も多数知られるほか、未発見の種類を含めればさらに数百種が追加されると見積もられている。ベラ亜目に所属する純粋な淡水魚1,330種は、すべてシクリッドの仲間である。
残る5科はすべて浅い海で暮らす海水魚のグループで、淡水・汽水域にも進出する種類はごく少数に限られる。特にスズメダイ科・ベラ科・ブダイ科の仲間は世界中の熱帯・亜熱帯域で普通に観察され、スズキ亜目のチョウチョウウオ科と並びサンゴ礁の魚類として代表的な存在となっている。

## 特徴
ベラ亜目魚類の大きさは全長数cm程度の小型種から、2mを超える大型種までさまざまである。体色も種類や成長段階、性別に応じて大きく変化し、サンゴ礁域に生息するものや熱帯域のシクリッド類などは華やかな体色をもつものが多い。体色の性的二形はベラ科・ブダイ科で特に顕著で、雄と雌とではまったく異なる色彩を示すことがしばしばある。
ベラ亜目の魚類に共通する重要な形態学的特徴として、左右の下咽頭骨（第5角鰓骨）が癒合し、単一の下咽頭顎を構成することが挙げられる。体型は一般に左右に平たく、側扁する。ブダイの仲間など体表から粘液を分泌する種類もある。
食性や繁殖形態は科によって異なり、特にシクリッド類の繁殖様式は多様化が進んでいる。ベラ科・ブダイ科の仲間の多くは雌性先熟で、成長に伴い雌から雄に性転換する。雌を経ずに直接雄として成長する、「一次雄」をもつグループもある。
ティラピア（シクリッド科）やコブダイ（ベラ科）など中型や大型の種類は食用として漁獲され、高級魚として扱われるものもある。また一部の種類は釣りの対象としても人気がある。体色が多彩なシクリッドやスズメダイの仲間は、観賞魚として水族館・アクアリウムで広く飼育対象とされている。

## 分類
ベラ亜目は6科235属2,274種で構成される。単系統性を支持する形質は咽頭顎の特徴によるものがほとんどで、本亜目が真に単一起源であるかについては異論も多い。始新世の絶滅群としてベラ科の2属（Eocoris、Phyllopharyngodon）と、スズメダイ科に近縁の Tortonesidae 科の存在が知られている。
ベラ科・オダクス科・ブダイ科の3群は研究者によって一つの「ベラ科」として扱われたり、「ベラ上科 Labroidea」の下にまとめられたりすることもある。

### シクリッド科

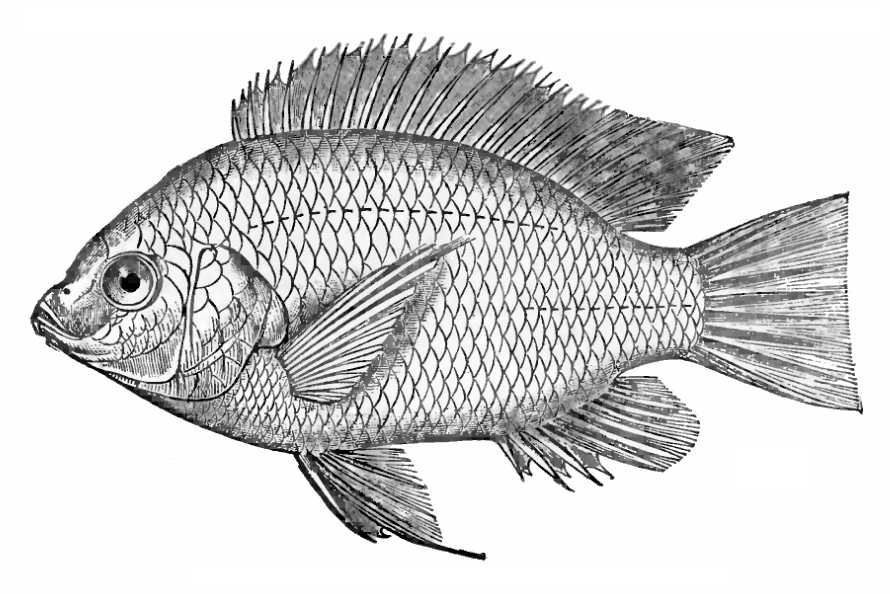
チカダイ（ナイルティラピア） Oreochromis niloticus （シクリッド科）。食用魚として重要な種類で、日本にも移植されている

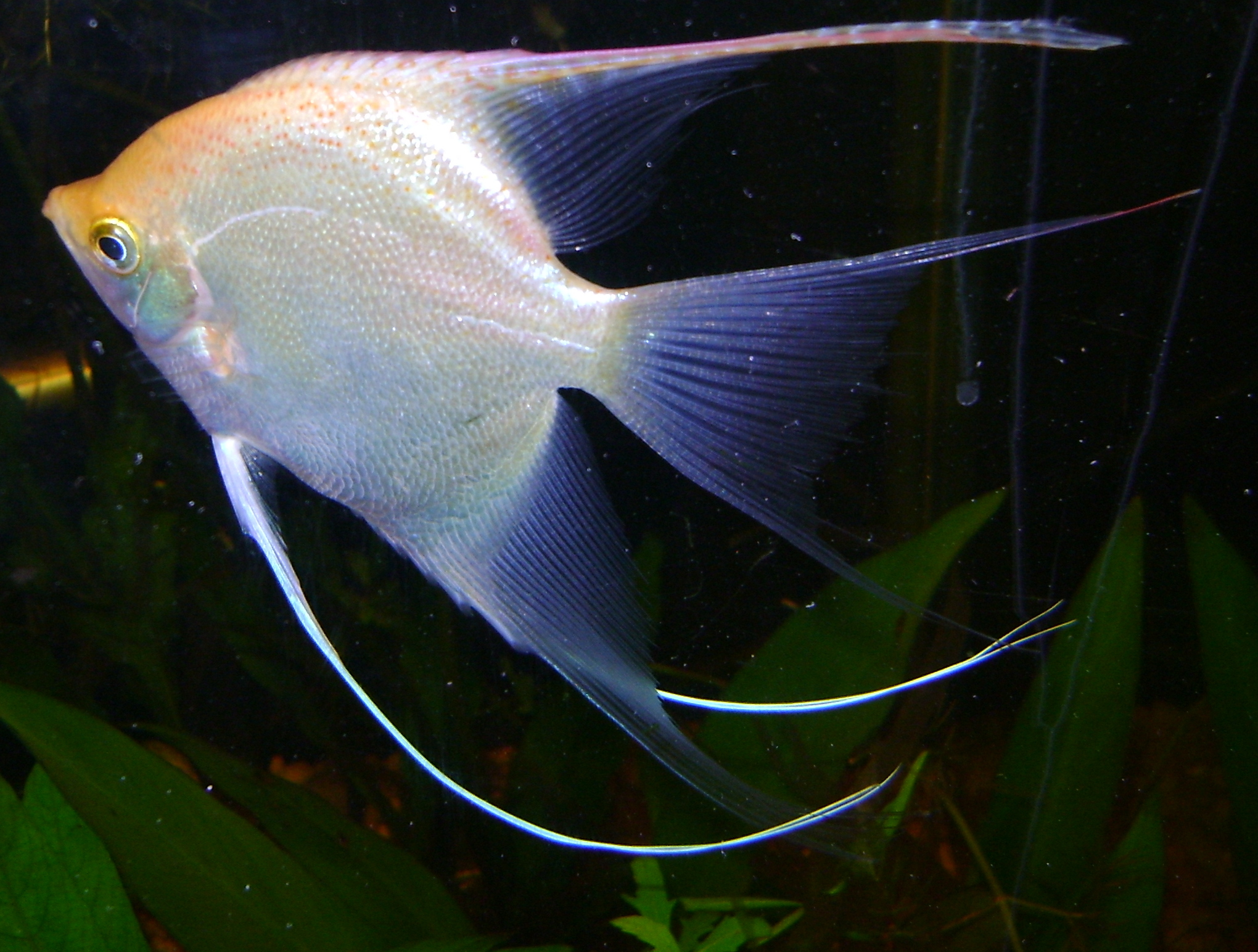
シクリッド科の1種（Pterophyllum scalare）。エンゼルフィッシュと総称され、多数の改良品種が作出されている

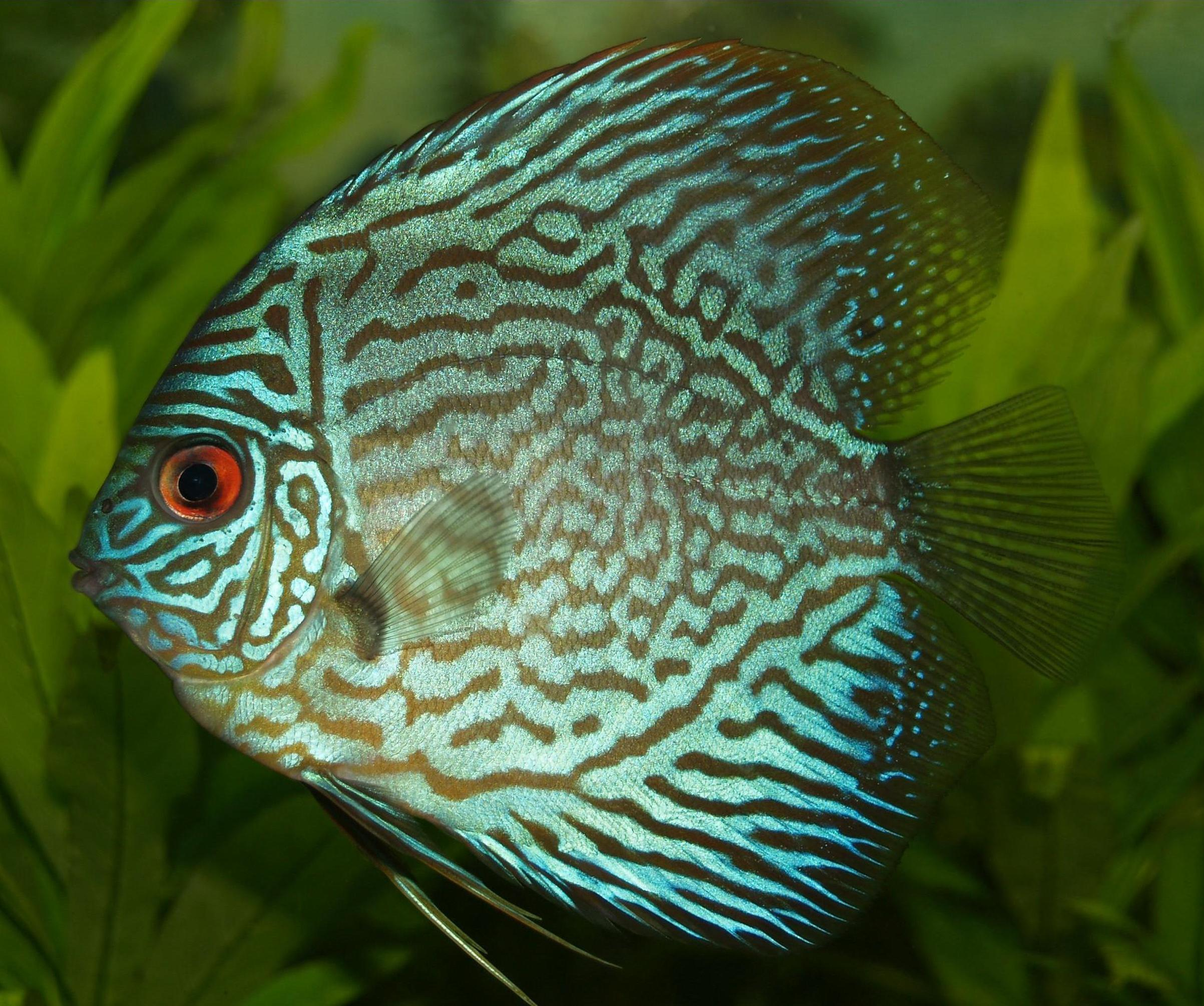
シクリッド科の1種（Symphysodon aequifasciata）。ディスカスと呼ばれる仲間で、観賞魚として知られる

シクリッド科 Cichlidae はカワスズメ科とも呼ばれ、ティラピア・ムブナ・エンゼルフィッシュ・ディスカスなど112属1,350種を含み、うちおよそ900種はアフリカに分布する。他には南アメリカ（約290種）・中央アメリカ（約110種）、および中東（5種）・南アジア（3種）などの熱帯域に分布し、骨鰾上目（コイ目・ナマズ目など）以外の淡水魚の科としては最大の規模をもつ。ほぼすべての種は淡水・汽水域に生息し、特にアフリカのヴィクトリア湖・タンガニーカ湖・マラウイ湖（ニアサ湖）から多数の固有種が知られ、独自の種分化を遂げている。多様性や進化に関しての研究が活発に進められている科の一つであるが、内部の類縁関係については議論が多く、属同士の関係はほとんど明らかにされていない。
体型や生態、とりわけ繁殖行動の多様性に富む（詳細はシクリッドを参照）。最大種はタンガニーカ湖に生息する Boulengerochromis microlepis で、体長80cmに達する。鮮やかな色彩をもつことから、観賞魚として利用される種類が多い。ティラピアなど水産資源として重要なものもある。鼻孔は両側に1つずつ存在し、側線は分割される。背鰭・臀鰭の棘条はそれぞれ7-25本・3-15本。
- Aequidens 属
- Amphilophus 属
- Aulonocara 属
- Apistogramma 属
- Cichla 属
- Cichlasoma 属
- Copadichromis 属
- Crenicichla 属
- Geophagus 属
- Haplochromis 属
- Lethrinops 属
- Maravichromis 属
- Melanochromis 属
- Neolamprologus 属
- Oreochromis 属
- Paratilapia 属
- Placidochromis 属
- Protomelas 属
- Pseudotropheus 属
- Pterophyllum 属
- Ptychochromis 属
- Sarotherodon 属
- Symphysodon 属
- Tilapia 属
- 他88属

### ウミタナゴ科

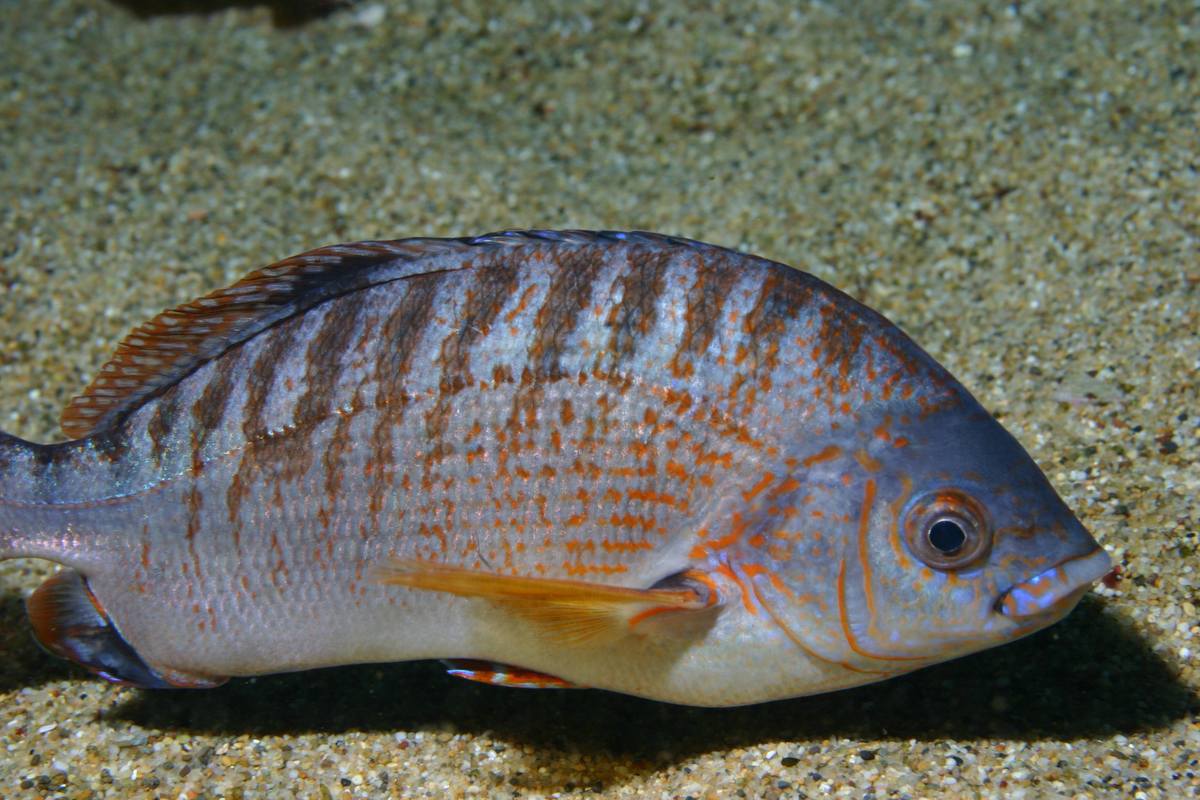
レインボーシーパーチ Hypsurus caryi （ウミタナゴ科）。本科魚類は胎生で、雌は体内受精後に仔魚を産む

ウミタナゴ科 Embiotocidaeはウミタナゴ・オキタナゴなど13属23種からなる。北太平洋の沿岸域に分布し、まれに淡水域に進出する。胎生の魚類として知られ、卵は雌の体内で孵化し、数cm程度に成長した仔魚が産出される。
ベラ亜目の他科と比べ地味な体色の種類が多く、体は小さな円鱗で覆われる。尾鰭は二又に分かれる。側線は連続的で、体の上部を走行する。
- ウミタナゴ属 Ditrema
- オキタナゴ属 Neoditrema
- 他11属

### スズメダイ科

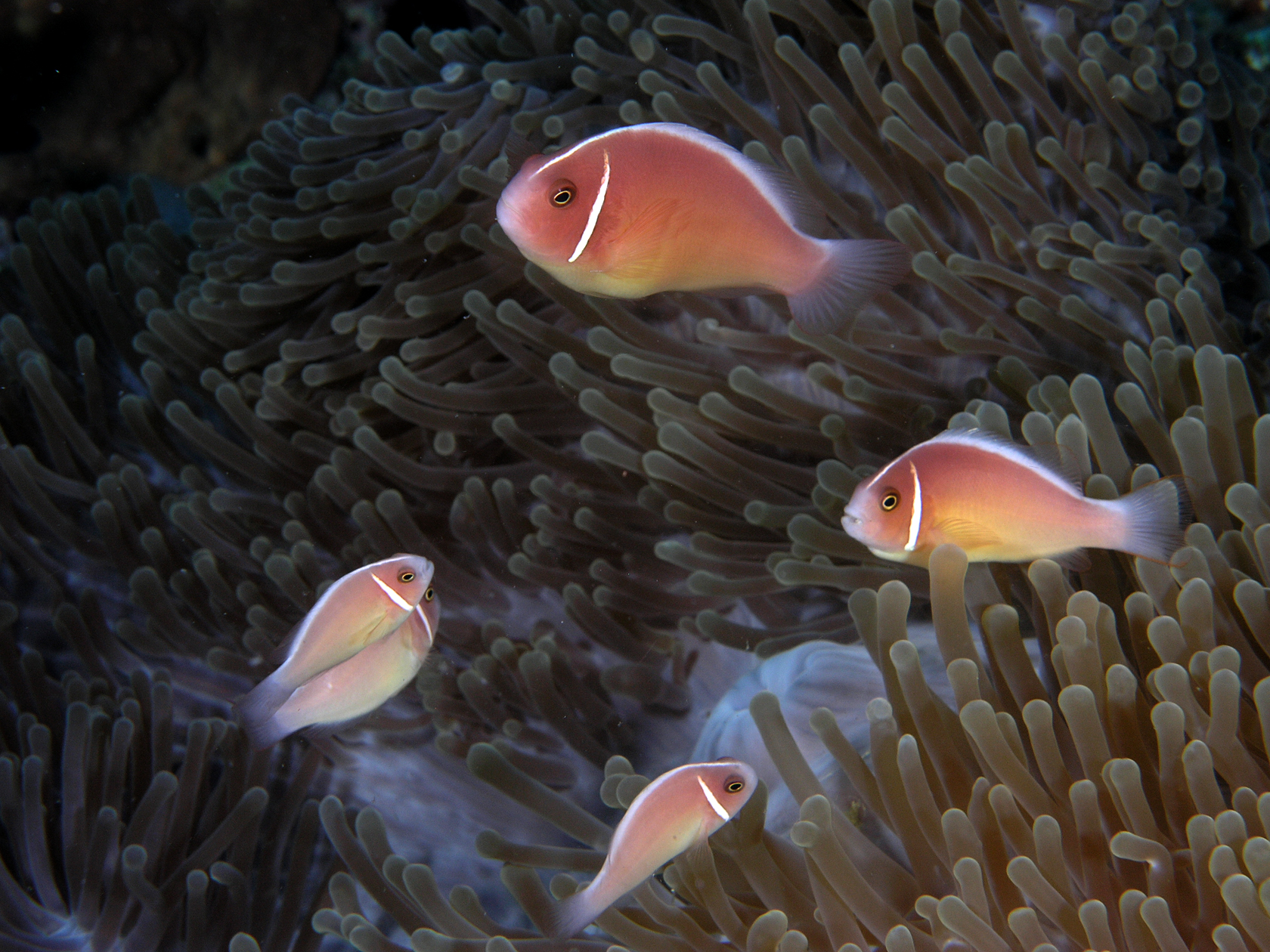
ハナビラクマノミ Amphiprion perideraion （ソラスズメダイ亜科）。クマノミ類はイソギンチャクとの共生を行うことで知られる

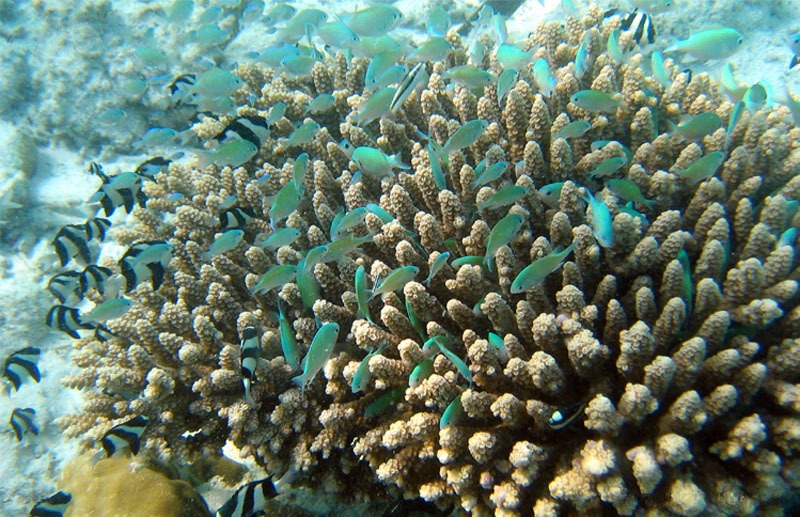
デバスズメダイ Chromis virdis （スズメダイ亜科）。枝サンゴの周りに群れを作り、敵が迫ると一斉に身を隠す

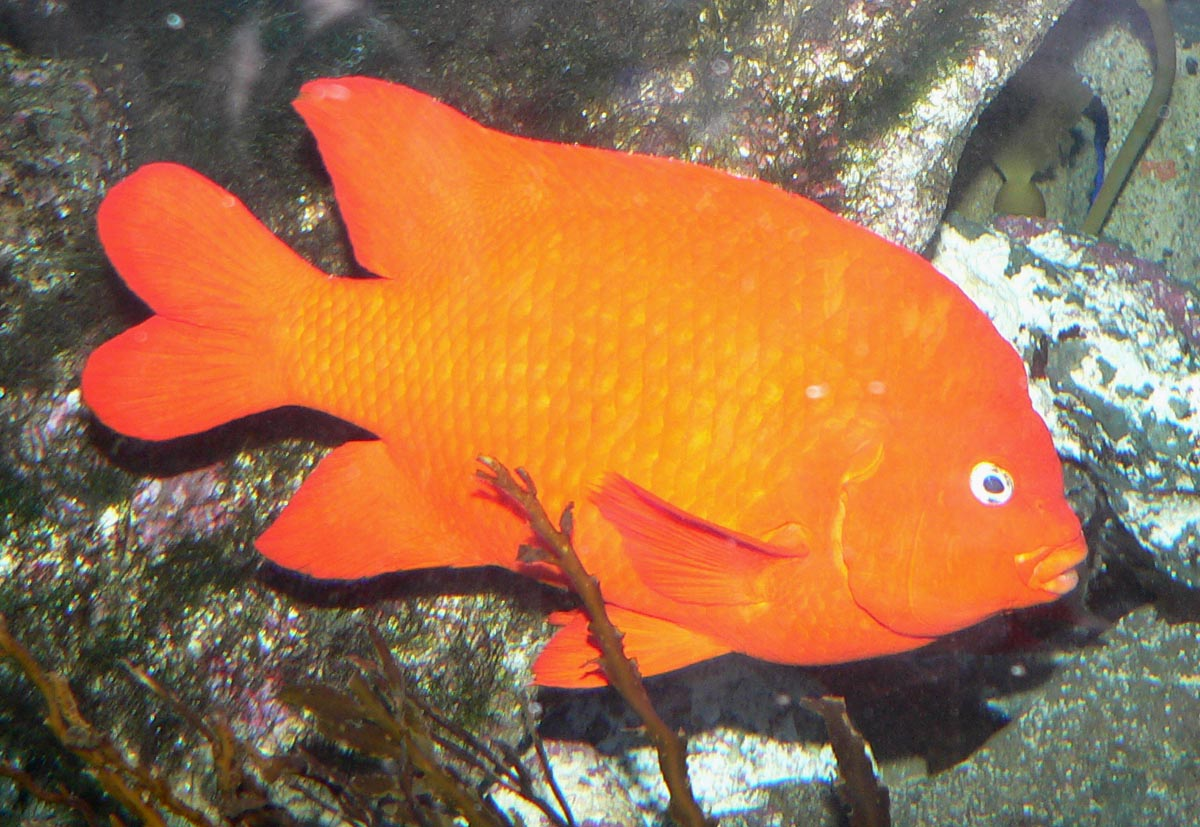
ガリバルディ Hypsypops rubicundus （イシガキスズメダイ亜科）

スズメダイ科 Pomacentridae はスズメダイ・デバスズメダイ・ミツボシクロスズメダイなど、4亜科29属418種で構成される。世界中の熱帯の海に分布し、特にフィリピンからオーストラリアにかけての海域に多く、日本沿岸からも21属約100種が知られる。浅い海の岩礁やサンゴ礁に生息する小型熱帯魚の一群で、岩場などに産卵し、雄が卵を保護する習性がある。
属間の形態学的多様性に富み、また同じ種類であっても個体差や分布海域による体色の変異が大きいなど、分類には困難が伴う。本科全体の単系統性は支持されているが、他の亜科に関しては不明瞭な部分が残されている。また、本科およびカワスズメ科をスズキ亜目の中に含めることもある。
体高は高く、側扁する。口は小さく、口蓋骨に歯はない。側線は不完全であることが多い。臀鰭は通常2本の棘条をもつ。
- スズメダイ亜科 Chrominae
  - ササスズメダイ属 Azurina
  - スズメダイ属 Chromis
  - ミスジリュウキュウスズメダイ属 Dascyllus
  - ヒメスズメダイ属 Pycnochromis
- オヤビッチャ亜科 Glyphisodontinae
  - オヤビッチャ属 Abudefduf
- イシガキスズメダイ亜科 Microspathodontinae
  - Hypsypops 属
  - ハナダイダマシ属 Lepidozygus
  - Mecaenichthys 属
  - Microspathodon 属
  - Nexilosus 属
  - Parma 属
  - イシガキスズメダイ属 Plectroglyphidodon
  - Similiparma 属
  - クロソラスズメダイ属 Stegastes
- ソラスズメダイ亜科 Pomacentrinae
  - クマノミ属 Amphiprion
  - アツクチスズメダイ属 Cheiloprion
  - ルリスズメダイ属 Chrysiptera
  - ダンダラスズメダイ属 Dischistodus
  - オキナワスズメダイ属 Pomachromis
  - Acanthochromis 属
  - Altrichthys 属
  - クラカオスズメダイ属 Amblyglyphidodon
  - スズメダイモドキ属 Hemiglyphidodon
  - ヒレナガスズメダイ属 Neoglyphidodon
  - ミスジスズメダイ属 Amblypomacentrus
  - リボンスズメダイ属 Neopomacentrus
  - ソラスズメダイ属 Pomacentrus
  - スジスズメダイ属 Teixeirichthys

### ベラ科

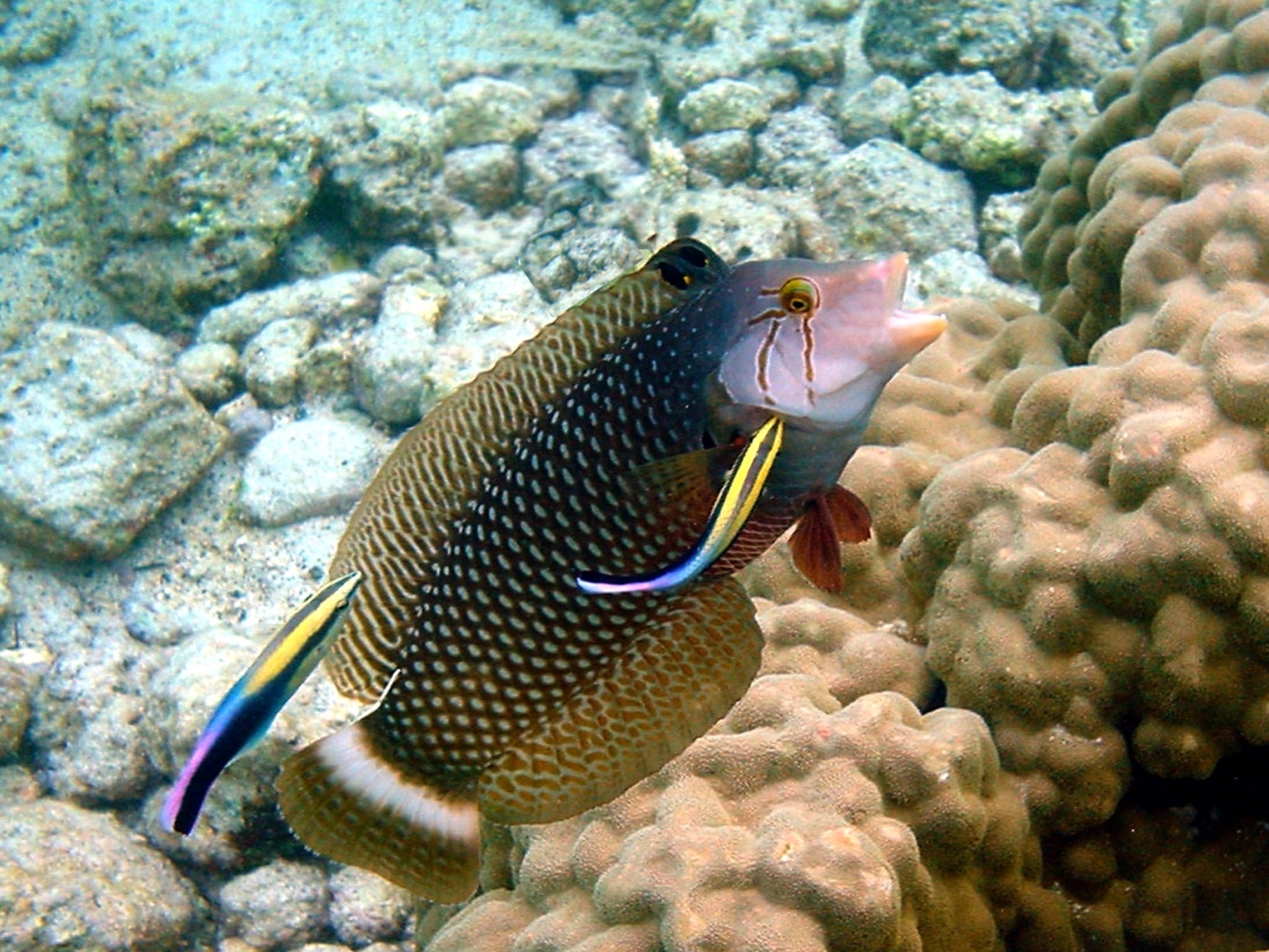
オビテンスモドキ Novaculichthys taeniourus をクリニーングするソメワケベラ属の1種 Labroides phthirophagus （いずれもベラ科）。ソメワケベラ属の仲間は掃除魚と呼ばれ、他の魚類の外部寄生虫を捕食する

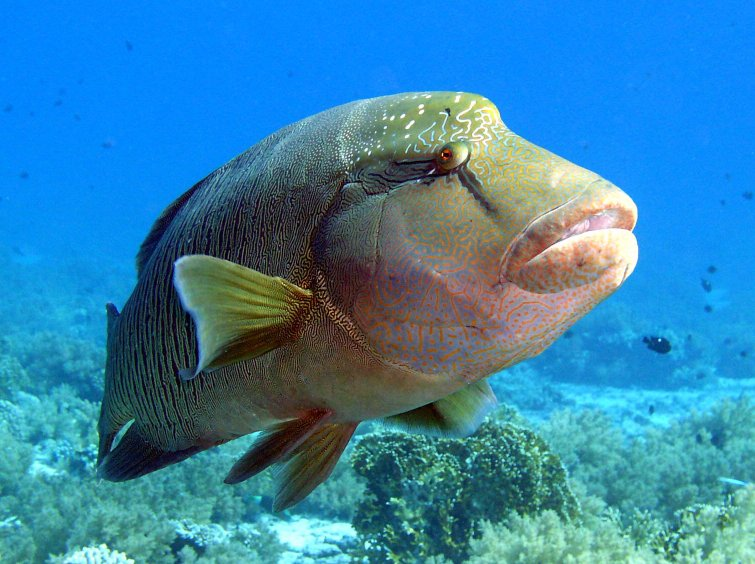
メガネモチノウオ Cheilinus undulatus （ベラ科）。ナポレオンフィッシュの別名をもつ、ベラ亜目中の最大種

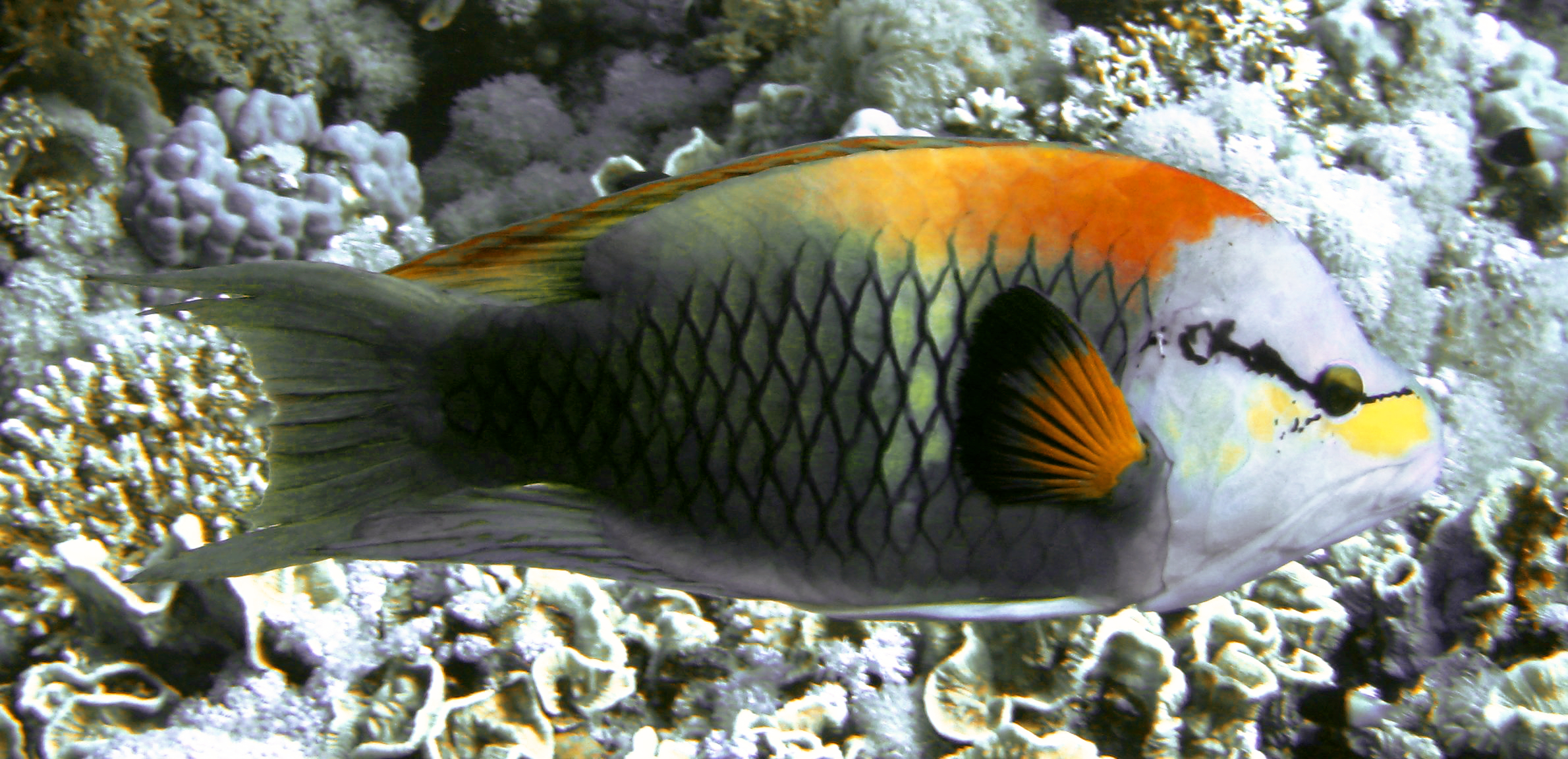
ギチベラ Epibulus insidiator （ベラ科）。顎を大きく突き出すことで知られる種類

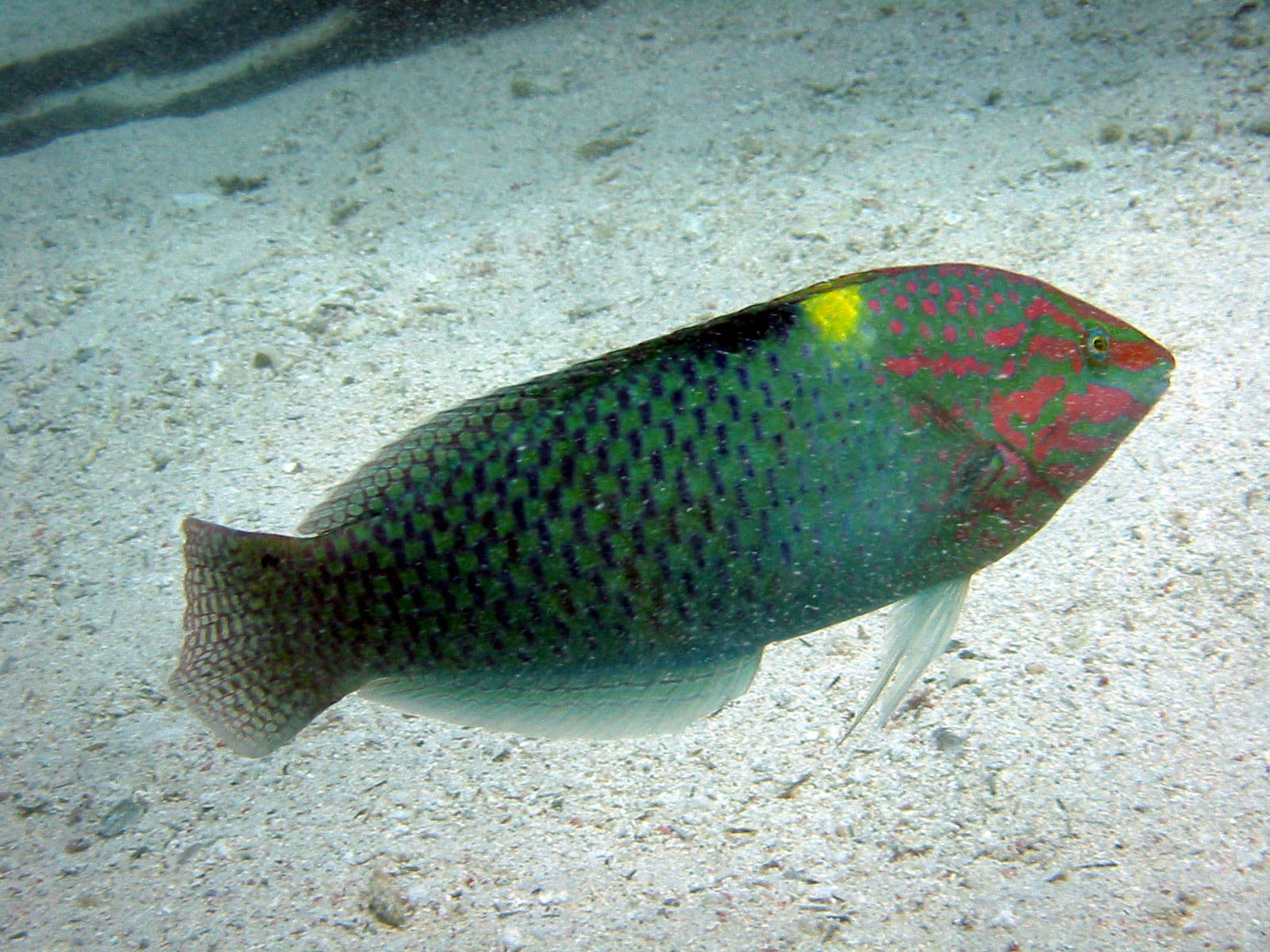
トカラベラ Halichoeres hortulanus （ベラ科）。インド洋・西部太平洋に分布し、日本では沖縄近海で普通に見られる

ベラ科 Labridae にはホンソメワケベラ・キュウセン・コブダイ・メガネモチノウオなど68属453種が記載され、世界中の温暖な浅海に分布し、日本近海からはおよそ130種が報告されている。本科は海水魚のグループとしてはハゼ科（ハゼ亜目）に次いで2番目に大きい科である。亜科や族の設置による細分化が試みられているが、見解の一致には至っていない。
体の形や大きさ、体色の多様性が特に大きい科の一つである。ほとんどの種類は鮮やかな体色をもち、同じ種類であっても性別・成長段階により異なるなど変化が著しい。体長15cm以下の小型魚類が多いが、メガネモチノウオ（ナポレオンフィッシュ）は最大で2.3mに達する。すべて昼行性で、夜間には砂の中に潜って休む習性がある。雌から雄への性転換を行う。
体は前後に細長く、左右に平たく側扁する。口を突出することができる。顎の歯は少なくとも一部は分割され、ほとんどの種では外側を向いている。
- イトヒキベラ属 Cirrhilabrus
- イトベラ属 Suezichthys
- イラ属 Choerodon
- イラモドキ属 Peaolopesia
- オグロベラ属 Pseudojuloides
- オハグロベラ属 Pteragogus
- カマスベラ属 Cheilio
- カミナリベラ属 Stethojulis
- カンムリベラ属 Coris
- キスジアカボウ属 Polylepion
- ギチベラ属 Epibulus
- キュウセン属 Halichoeres
- クギベラ属 Gomphosus
- クジャクベラ属 Paracheilinus
- クロベラ属 Labrichthys
- コブダイ属 Semicossyphus
- ササノハベラ属 Pseudolabrus
- シチセンベラ属 Lienardella
- シラタキベラダマシ属 Pseudocoris
- シロタスキベラ属 Hologymnosus
- ススキベラ属 Anampses
- ソメワケベラ属 Labroides
- タキベラ属 Bodianus
- タテヤマベラ属 Cymolutes
- タレクチベラ属 Hemigymnus
- テンス属 Xyrichtys
- テンスモドキ属 Novaculichthys
- ニシキベラ属 Thalassoma
- ニセモチノウオ属 Pseudocheilinus
- ノドグロベラ属 Macropharyngodon
- ハシナガベラ属 Wetmorella
- ブダイベラ属 Pseudodax
- ホホスジモチノウオ属 Oxycheilinus
- ホンテンスモドキ属 Novaculops
- マナベベラ属 Labropsis
- モチノウオ属 Cheilinus
- 他32属

### オダクス科

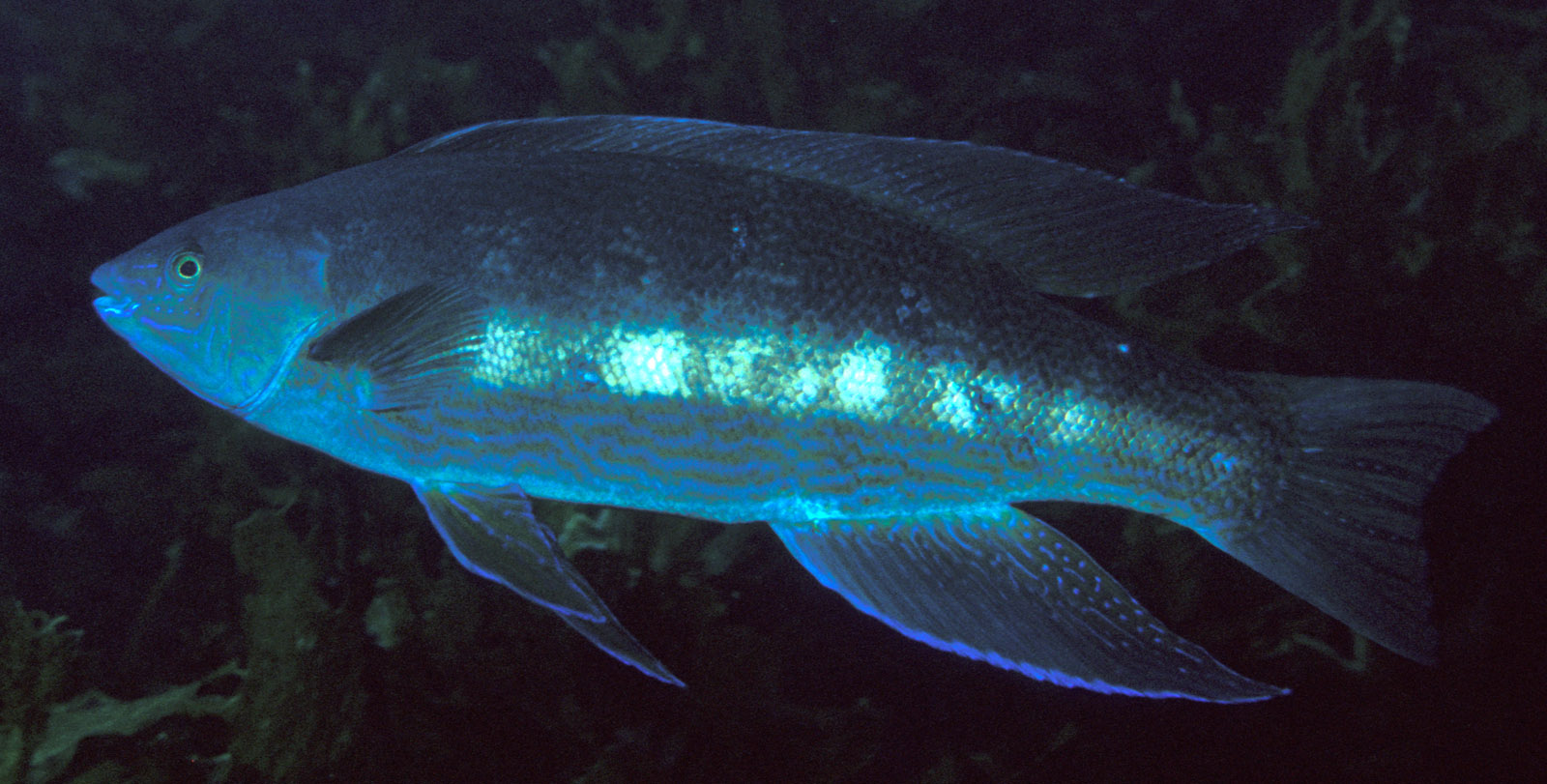
グリーンボーン Odax pullus （オダクス科）

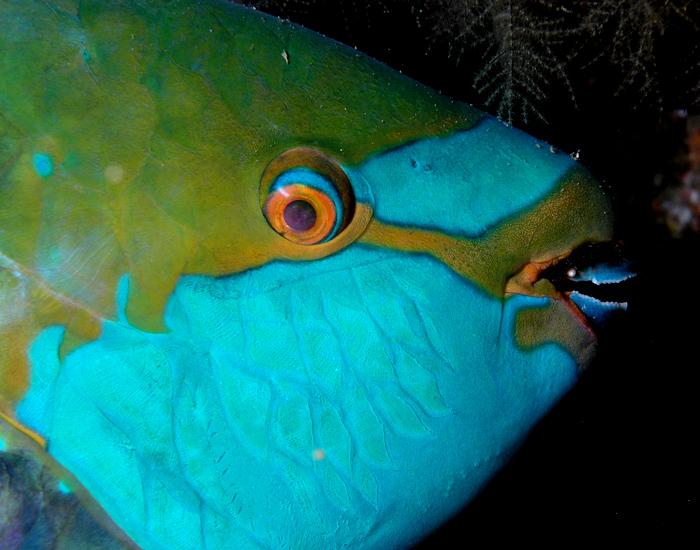
ブダイ科の1種（Scaridae sp.）。本科魚類はオウムのように癒合した嘴をもつことから、英語では「Parrotfish」と総称される

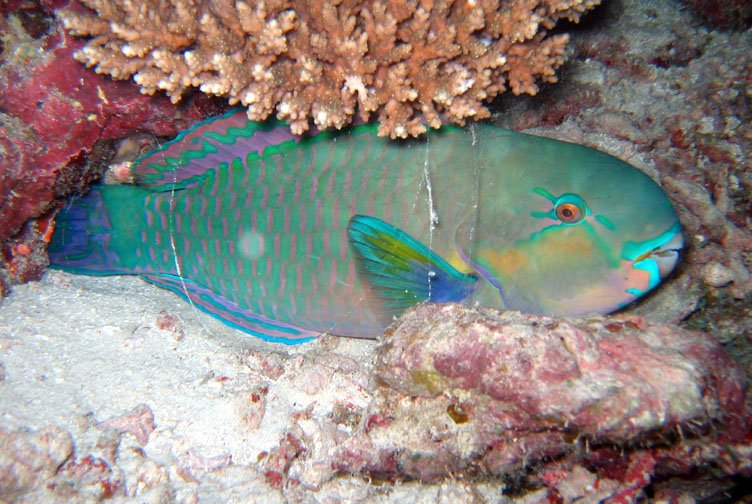
ハゲブダイ Chlorurus sordidus （ブダイ科）。粘液状の寝袋を作って眠る

オダクス科 Odacidae は4属12種からなり、すべてオーストラリアとニュージーランドの沿岸域に分布する。口は突出できず、顎の歯は癒合している。体型は属によって大きく異なる。
- Haletta 属
- Neoodax 属
- Odax 属
- Siphonognathus 属

### ブダイ科
ブダイ科 Scaridae にはブダイ・アオブダイなど10属88種が記載される。熱帯の浅海に幅広く分布し、岩礁やサンゴ礁に生息する。草食性で、死んだサンゴに生える藻類をかじりとるように食べる。歯が融合して嘴状となっていることが、ベラ科との重要な鑑別点である。
ベラ科との類似点は多く、すべて昼行性で、ほとんどの種類は雌から雄への性転換をする。また体色もベラ科同様、多様性に富む。色のパターンは重要な分類形質となるが、死後は急速に褪色し、性差・成長差も大きいため、種の同定が難しいことも多い。
体はタイのように左右に平たく側扁し、鱗は円鱗で大きい。口を突き出すことはできない。胃をもたず、咽頭歯が発達する。
- アオブダイ属 Scarus
- イロブダイ属 Cetoscarus
- カンムリブダイ属 Bolbometopon
- キツネブダイ属 Hipposcarus
- ハゲブダイ属 Chlorurus
- ブダイ属 Calotomus
- ミゾレブダイ属 Leptoscarus
- 他3属